# Société Astra
La Société Astra des Construcciones Aéronautiques fue un importante fabricante francés de globos aerostáticos, dirigibles, y aeroplanos de comienzos del siglo XX. Fue fundada en 1908 con tal nombre a raíz de la adquisición por parte del acaudalado magnate del petróleo Henri Deutsch de la Meurthe al aeronauta, ingeniero e industrial Édouard Surcouf de los Ateliers aéronautiques Édouard Surcouf en Billancourt. El producto más destacado fue principalmente el dirigible Astra-Torres diseñado por el inventor e ingeniero español Leonardo Torres Quevedo, También, a partir de 1909 comenzaron la construcción de aeroplanos de los hermanos Wright bajo licencia que, en 1912 fueron sustituidos por diseños propios, los Astra C y CM. En agosto de 1921 las firmas Société Astra de Constructions Aeronautiques, y la de también propiedad de la familia Deutsch de la Meurthe desde 1913, Société Anonyme des Etablissements Nieuport se fusionarán en la Société anonyme Nieuport-Astra , con un capital de 38 millones de francos.

## Historia
Les Grands Ateliers Aérostatiques du Champs de Mars  (1886-1899)
Los comienzos de la Société Astra se remontan a la fundación en 1886 de los Les Grands ateliers aérostatiques  en  Champ-de-Mars (París) y al aeronauta e ingeniero Édouard Surcouf. Durante la Belle Époque y hasta el período de entreguerras, fue uno de los principales impulsores de las técnicas de aerostación paralelamente a Ferdinand von Zeppelin . Se integra junto con destacados ingenieros, pero especialmente Gabriel Yon en un programa experimental que comenzó en 1850 y que se traducirá en cuarenta años en el desarrollo de dispositivos e instrumentos que garanticen la fiabilidad, la seguridad y la rentabilidad del transporte en globo, la válvula que regula el consumo de hidrógeno, que es la única que determina el coste del vuelo, la red engomada que encierra la envoltura, el cable de rotura controlada y su polea de retorno, la góndola montada, el ajuste del ascenso mediante el dinamómetro, el torno de aterrizaje.
En 1894, Surcouf es ascendido, tras la muerte de Yon, al cargo de director general de Les Grands ateliers aérostatiques. La empresa fabrica globos para ofrecer al público "bautismos de aire", pero también suministra a los ejércitos ruso, italiano, español, chino, sueco y noruego.
Tres años después de la muerte de Gabriel Yon, Les Grands ateliers fueron disueltos, y en 1899, Surcouf se hizo cargo de la empresa con el nombre de Ateliers aéronautiques Édouard Surcouf.
Ateliers aéronautiques Édouard Surcouf (1899-1908)
En 1904, el industrial Henri Deutsch de la Meurthe encargó a Surcouf un dirigible, el Ville de Paris de 62 m de eslora, propulsado por un motor de 70 hp y una hélice Renard de 6 m de diámetro. Tiene una cola trasera cruciforme formada por globos de equilibrio, característica de los primeros dirigibles Astra y que asegura la estabilidad del aerostato, estando estacionado en el hangar construido en Sartrouville, y que después de algunas vicisitudes despegó con éxito en 1906. El 20 de noviembre de 1907, pilotado por Henry Kapféré  y comandado por Louis Blériot , batió un récord al realizar una ascensión de una hora y cuarenta y cinco minutos. 
La empresa ofrece una gama de globos cautivos, desde el modelo para doce pasajeros, de 2500, hasta los 3500 m³. La oferta se dirige principalmente a diferentes tipos de clientes, tanto en Francia como en el extranjero; los organizadores de eventos, como municipios, comités de exhibiciones aéreas, casinos y otros grandes establecimientos públicos, y por otro lado, los aficionados adinerados y sus sociedades deportivas.Por supuesto, su catálogo también tenía una gama militar, desde el modelo no tripulado provisto del telégrafo Chappe (o telégrafo aéreo) hasta el de observación de tres tripulantes.
Société Astra (1908-1918)
Surcouf recurre a su principal cliente y financiero Henri Deutsch de la Meurthe , y el 1 de enero de 1908, sus talleres pasan a denominarse Société Astra de Constructions Aéronautiques. El proyecto es de diversificación de las ganancias obtenidas de su negocio de destilados del petróleo, Deutsch de la Meurthe se asocia compró las patentes de los hermanos Wright para Francia y produjo aviones bajo esta licencia (aunque no obtuvo buenos resultados), por lo que también construye sus propios modelos, como el Astra C ,  y Surcouf se vio rodeado de ingenieros aeronáuticos, entre ellos Henry Kapféré, que, se convertiría en administrador general, siendo él mismo Director Técnico del Servicio de Dirigibles.
De los talleres de la Société Astra surgen dirigibles innovadores, como el Ville de Bordeaux, que se exhibe en la 1e Exposition Internationale de la Locomotion Aérienne en el Grand Palais de París, aunque, no volará e incluso será destruido. En 1909, se presenta el dirigible Ville de Nancy (Astra III), seguidos de los Clément Bayard No.1 (Astra IV/ Astra-Clément) y Colonel Renard (Astra V), operado por el ejército francés, y su gemelo el España (Astra VI), utilizado por el ejército español; y, finalmente el  Ville de Lucerne (Astra VII). En 1910 aparecen los Ville de Bruxelles (Astra VIII), Ville de Pau (Astra IX), Lieutenant Chauré (Astra X), Adjudant Réau (Astra XI), Éclaireur Conté (Astra XII) y el último de esta serie de dirigibles, el Astra XIII adquirido en 1913 para la Flota Aérea Militar Imperial rusa.
También, en 1910 la factoría se amplió a las calles vecinas. Además del sitio principal en Boulogne-Billancourt, se han construido o adquirido talleres que construyen sus propios modelos de dirigibles. Los aviones se ensamblan en Beauval , y en Sartrouville. El taller de motores está situado en el mismo París, en el 166 quai de Jemmapes.
Dirigible Astra-Clément-Bayard
En 1908, el industrial francés Adolphe Clément , que ya había hecho fortuna fabricando automóviles, motocicletas y bicicletas, se diversifico en la industria de la aeronáutica. Su primer proyecto fue un dirigible con forma de lente diseñado por Louis Capazza, que nunca se construyó. En 1908 establece una colaboración con la Société Astra en la fabricación, de una aeronave más convencional cuyo resultado, fue el Clément-Bayard No.1 de 56,32 m de eslora y 3500 m³, y con un distintivo diseño de la envoltura que, presentaba cuatro grandes lóbulos en el extremo de popa, destinados a proporcionar estabilidad direccional. La Société Astra fue responsable de la fabricación de la envoltura, y la firma Clément-Bayard se hizo cargo de la góndola y el motor. Después de este esfuerzo de colaboración, la empresa comenzó a fabricar también las envolturas y por consiguiente dirigibles completos, en una nueva fábrica en Lamotte-Breuil construida en previsión de los pedidos del ejército francés, que había decidido comenzar a operar con dirigibles.
Los dirigibles Astra-Torres (1911-1918)
En 1902, el ingeniero, matemático e inventor español Leonardo Torres Quevedo presentó en las Academias de Ciencias de España y París el proyecto de un nuevo tipo de dirigible que solucionaba el grave problema de suspensión de la barquilla al incluir un armazón interior de cables flexibles que dotaban de rigidez al dirigible por efecto de la presión interior. Los ensayos, construcción y pruebas de su dirigible comienzan en 1905 para después, una vez finalizada con éxito la construcción del nuevo dirigible Torres Quevedo nº 1 en 1907, realiza varios vuelos de prueba con gran éxito en el Parque Aerostático Militar del Servicio Militar de Aerostación, situado en Guadalajara en junio de 1908. Sin embargo, en agosto de 1908 se producía el desencuentro, largamente larvado de Torres Quevedo con los aerosteros militares y en septiembre se veía forzado a abandonar el Parque de Guadalajara. A pesar de ello, el 20 de febrero de 1909 solicitaba un certificado de adición a la patente de 1906, por "Mejoras introducidas en la patente principal", certificado que se expedirá con fecha 13 de mayo de 1909 y, tras diversas "vicisitudes burocráticas", trasladaba todo el material a un hangar alquilado en Sartrouville a la firma Société Astra.
En octubre de 1909 se inflaba de nuevo el "Torres Quevedo nº 2" (el nº 1 al que se habían hecho algunas modificaciones) para efectuar un vuelo por los alrededores de París. La prueba es un éxito, por lo que, previa autorización de 31 de diciembre de 1909 del Ministerio de Fomento, el 12 de febrero de 1910 se firmó el contrato con la Société Astra des Constructions Aéronautiques con una cesión de derechos de fabricación a dicha sociedad que se extendía a todos los países excepto a España, para posibilitar la construcción del dirigible en su país sin comprar licencia alguna; cláusula patriótica que, nunca fue considerada. Así, en 1911, se inicia la fabricación de los dirigibles conocidos a partir de entonces como Astra-Torres, acordándose que el inventor recibiría unas regalías de tres francos por cada m³ que tuviera una vez inflado a la presión "de vuelo" cada dirigible vendido. Y también por ello, a partir de 1911, Torres Quevedo contó con la necesaria colaboración de E. Surcouf.
En febrero de 1911 comenzaron en Issy-les-Moulineaux las exitosas pruebas del Astra-Torres nº 1, de 1600 m³ de capacidad, primer dirigible del "Sistema Torres Quevedo" construido en Francia. Los resultados fueron espectaculares; era más rápido, estable y maniobrable que todos los sistemas precedentes. En mayo ganaba el Premio Deperdussin al dirigible más rápido en recorrer 100 km en un circuito cerrado. En esos años comienza la etapa de explotación comercial de la invención. Así, en mayo de 1911, Henry Deutsch encargaba el Astra-Torres nº 2 de 3400 m³. Poco tiempo después, en 1912, la firma recibía el encargo del Almirantazgo británico del Astra-Torres XIV (HMA No.3), de 8000 m³ de capacidad, mientras comenzaban a proyectar para el ejército francés el Astra-Torres XV Pilâtre-de-Rozier de 23000 m³; unas dimensiones análogas a los Zeppelin y Schütte-Lanz alemanes del momento y diseñado para alcanzar velocidades próximas a los 100 Km/h. La entrega del Astra-Torres XIV (HMA No. 3) al RNAS en el verano de 1913 supuso, precisamente, la consagración internacional del sistema, al batir esta unidad el récord mundial de velocidad de un dirigible con 83,2 km/h registrados durante los ensayos de recepción, velocidad que llegó a ser de 124 km/h con "viento de cola". En 1913, la Société Astra ya habían producido doce dirigibles. Durante la Primera Guerra Mundial continuaron produciéndolos, suministrando material bélico y fabricando globos de observación.
La Société Anonyme des établissements Nieuport (1913-1919)
En 1913 la Société Astra decide comprar las patentes y activos de los fallecidos (1911 y 1913) hermanos Nieuport y su empresa Nieuport et Deplante, nombrándola Société Anonyme des Etablissements Nieuport y que con un capital de 1,2 millones de francos debía garantizar la producción de aviones en la fábrica en Issy-les-Moulineaux, dado que, los talleres de Suresnes ya eran demasiado reducidos para asegurar los pedidos, continuando a partir de 1914 con el capitán de corbeta e ingeniero Gustave Delage nombrado Director técnico y Director General del Departamento de aeronaves con la producción de diferentes modelos Nieuport hasta el final de la guerra.
Société Anonyme Nieuport-Astra (1920-1925)
El Armisticio del 11 de noviembre de 1918 provocó la abrupta cancelación de las órdenes de guerra, situación que se agravó en Nieuport con la desaparición de su propietario, Henri Deutsch de la Meurthe, el 24 de noviembre de 1919. Sin embargo, la familia Deutsch de la Meurthe, beneficiaria de las licencias de fabricación transferidas al exterior y de los ingresos provenientes del refino del petróleo gracias a la Société des pétroles Jupiter, en 1920 decidió inyectar nuevo capital para apoyar a la empresa conocida por sus dirigibles y globos aerostáticos Société Astra de Constructions Aeronautiques, la Société Anonyme des Etablissements Nieuport y a la aerolínea Compagnie générale transaérienne - CGT. En agosto de 1921, la CGT se vendió a la Compagnie des Messageries Aériennes ; las otras dos empresas se fusionaron en la Société anonyme Nieuport-Astra , con un capital de 38 millones de francos. La planta de Issy-les-Moulineaux en octubre de 1923 sólo empleaba a 650 personas.
El nuevo director general de Nieuport-Astra fue el empresario y explorador Gaston Gradis, yerno de Henri Deutsch, quién junto a un director comercial, Léon Bazaine, y Gustave Delage como director técnico; este último fue el verdadero motor de la firma en adelante, y fue asistido por el ingeniero y aviador Henry Kapferer (sobrino-nieto del fundador), responsable del estudio de los dirigibles Astra, departamento que desaparecerá en 1925. La firma pasara a integrarse en 1930 en la Société Générale Aeronautique - SGA formada con otros fabricantes aeronauticos (Hanriot, CAMS, SECM-Amiot); sin embargo, en 1932, el consejo de administración de Nieuport-Astra decidió abandonar la SGA, - que finalmente quebró a fines de 1934 -, y buscar otro socio, y para 1933 se llega a un acuerdo de fusión con la firma Loire Aviation con fábrica en Saint-Nazaire pasando la compañía a denominarse Loire-Nieuport; luego nacionalizado el 16 de enero de 1937, para integrarse en la Société Nationale des Constructions Aéronautiques du Sud-Ouest - SNCASO .

## Galería de imágenes

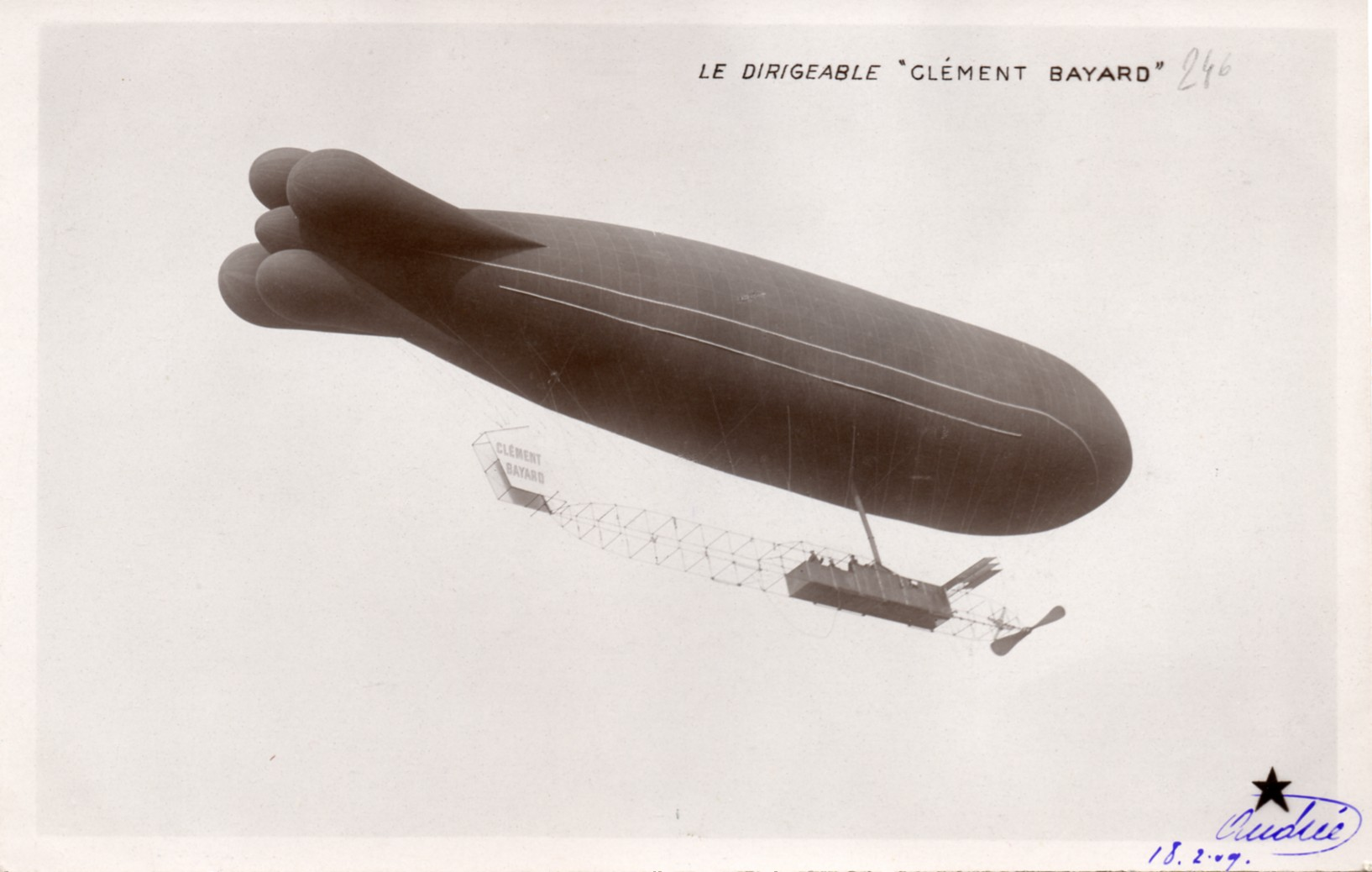
Dirigible Clément Bayard n°1, 1908
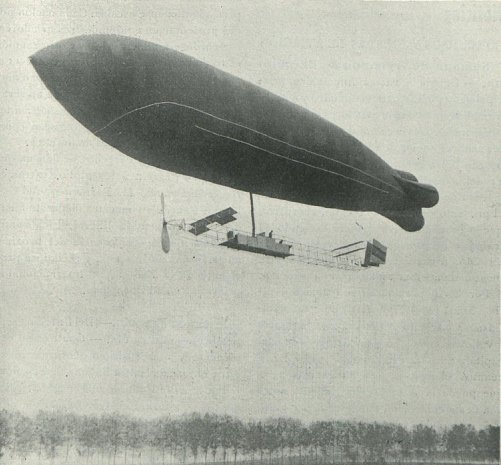
Dirigible Astra VI "España", 1909
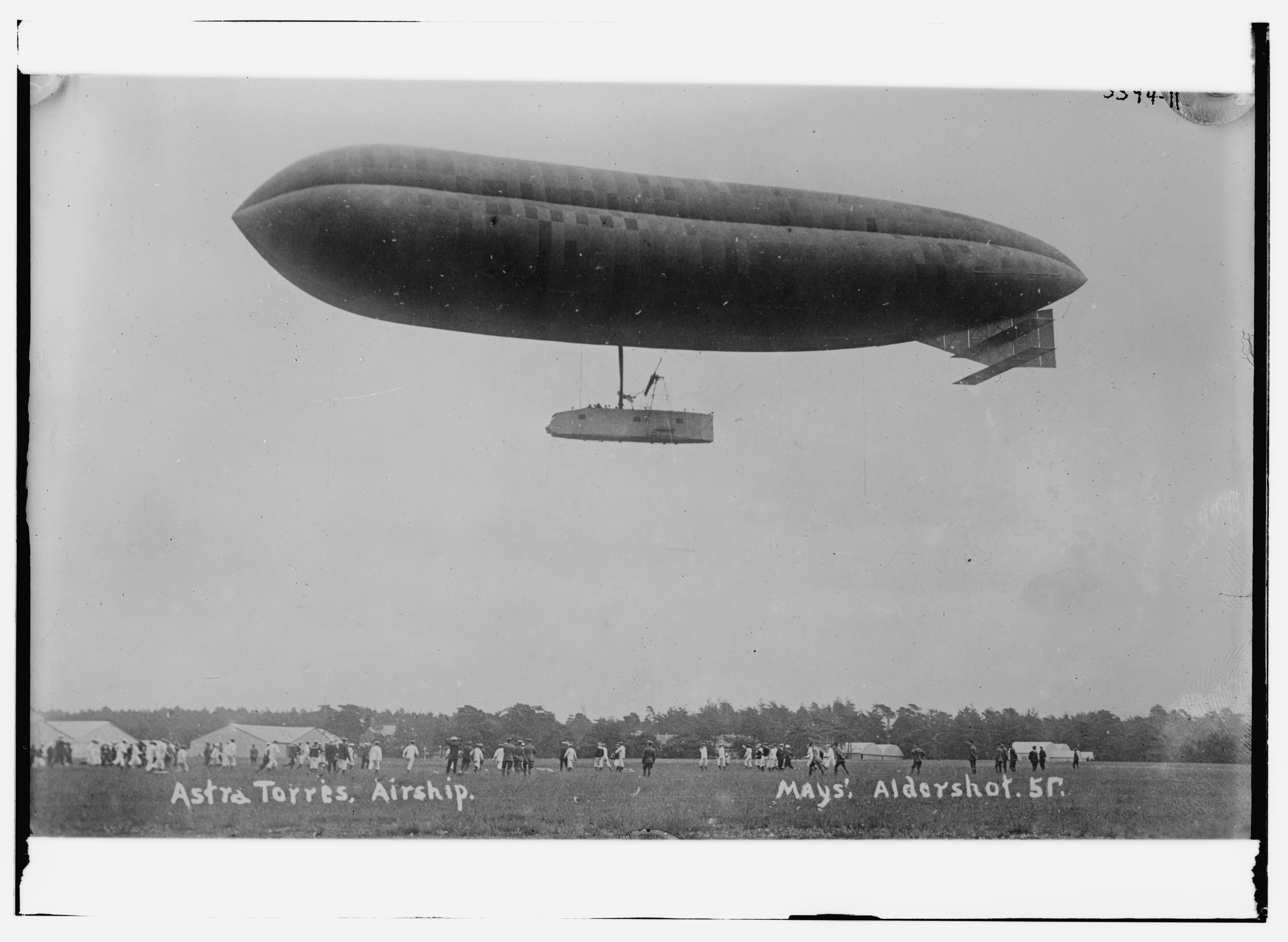
Astra-Torres naval airship, 1910
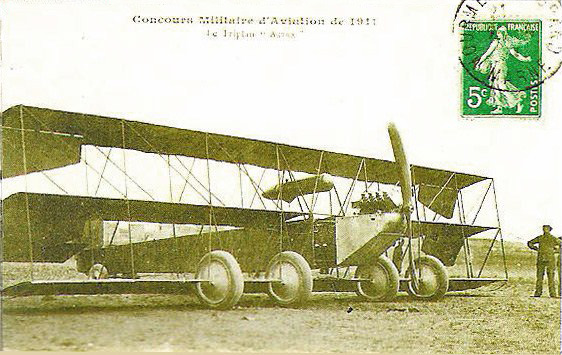
Triplano Astra, 1911
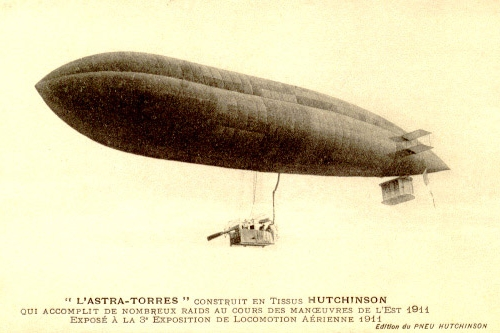
Astra-Torres No 1 construido en 1911
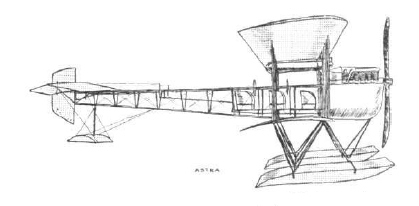
Astra CM Hydro, 1912
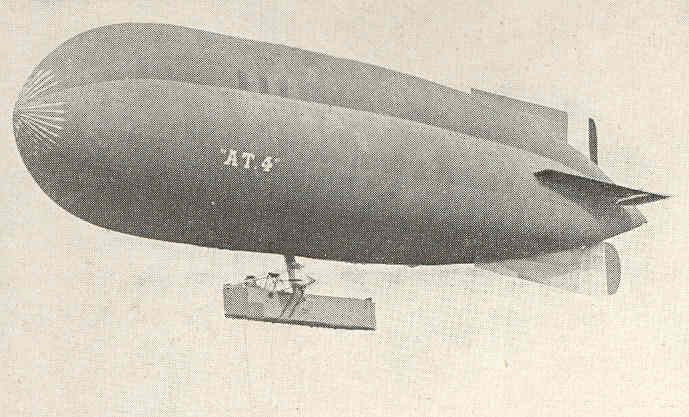
Astra-Torres AT-4 de la Marine Nationale, 1913